# Rogier Meijer
Rogier Meijer est un footballeur néerlandais, né le 5 septembre 1981 à Doetinchem aux Pays-Bas. Il évolue comme milieu de terrain devenu entraîneur.

## Palmarès
De Graafschap
- Eerste divisie (D2)
  - Champion (2) : 2007, 2010